# Pro Natura

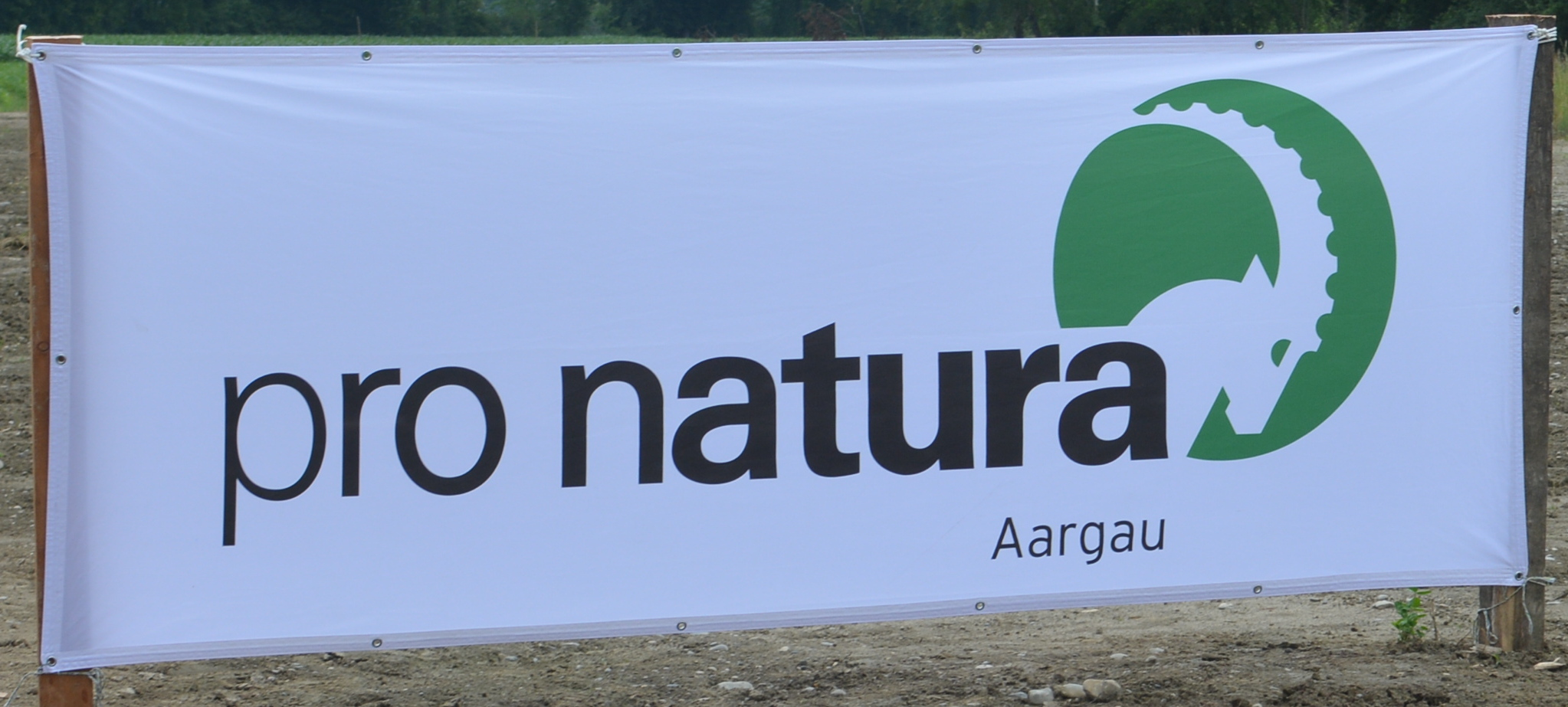

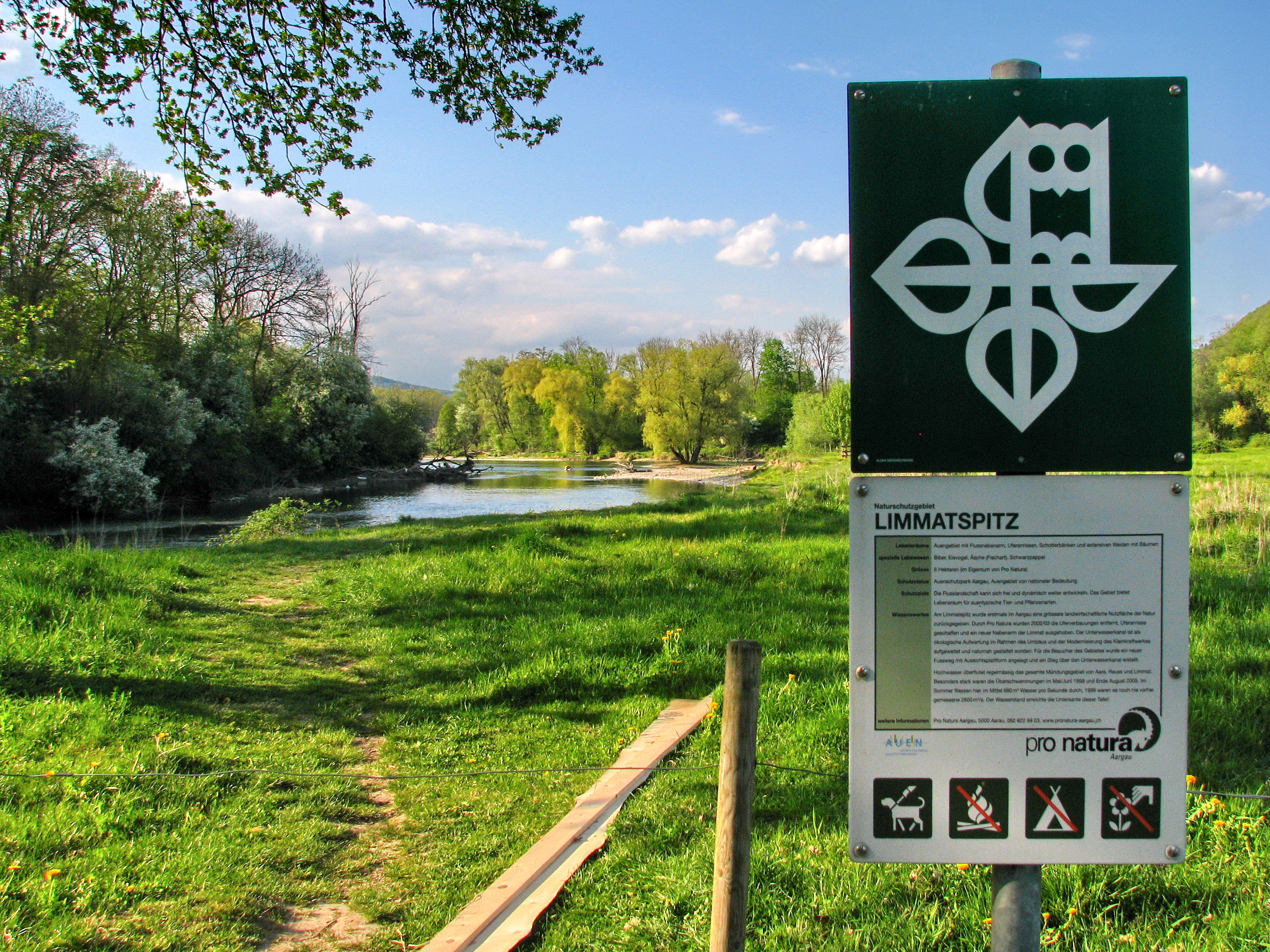

A Pro Natura é a mais antiga organização suíça de protecção da natureza. A sua finalidade é a promoção e a conservação da fauna e da flora no país.
A Pro Natura é semelhante nos seus objectivos ao Património suíço, e ao Prémio Wakker. 

## História
Durante a segunda metade do século XIX, as críticas contra a era industrial, e novas concepções da natureza, deram origem, em vários países, às primeiras formas de protecção da natureza. Na Suíça, foram tomada  as medidas legislativas a partir de dos anos 1870, com a lei sobre as florestas. A criação de um parque nacional foi objecto de debates nos anos 1880, e em 1906 a Sociedade Helvética das Ciências Naturais instituía a Comissão Suíça para Protecção da Natureza, que por sua vez deu a impulsão à fundação da Li
ga Suíça para Protecção da Natureza (LSPN) e que a partir de 1997 se começou a chamar Pro Natura. A protecção da natureza também era um dos objectivos do Património suíço, a Heimatschutz, porque na Suíça a natureza sempre foi considerada como fazendo parte do património cultural nacional.
Num primeiro tempo, a protecção da natureza não é a preocupação principal de Pro Natura, pois seguindo o sentimento estético e patriótico da época, deplorava a desfiguração e a destruição das belesas, e queria fazer algo contra os objectos ameaçados. O primeiro sucesso foi a conservação, em 1905,de um bloco errático, a pedra de  Marmettes, perto de Monthey, e a criação das reserva natural.
A Suíça teve um papel primordial na protecção da natureza a nível internacional, pois foi em Berna, em 1913, que se reuniu a 1ra. conferência internacional, por iniciativa da Comissão Suíça para a Preservação da Natureza. Depois da guerra, teve lugar, em 1948, a 3ra conferência que esteve na origem, graças à implicação da LSPN,  da criação da União Internacional para a Conservação da Natureza e dos Recursos Naturais.